# 吴达
吴达（?—?），字章甫，号雪航，又号雪机，江南无锡人。
崇祯三年庚午考中鄉試，官派北直邯郸县知县。四川巴县令。明亡降清，給他個浙江道监察御史的官職，顺治二年（1645年）奏章彈劾冯铨，“狐媚成奸，豺狼成性，蠹国祸民”。。给事中许作梅、庄宪祖等亦纷纷上奏章支持吴达。又參劾刘正宗。顺治十三年，给事中孙光祀揭發吴达与“逆贼”吴逵的親屬关系，以知情不報，革職查辦。晚年居家讀書，餘事不詳。